# Irish Folk

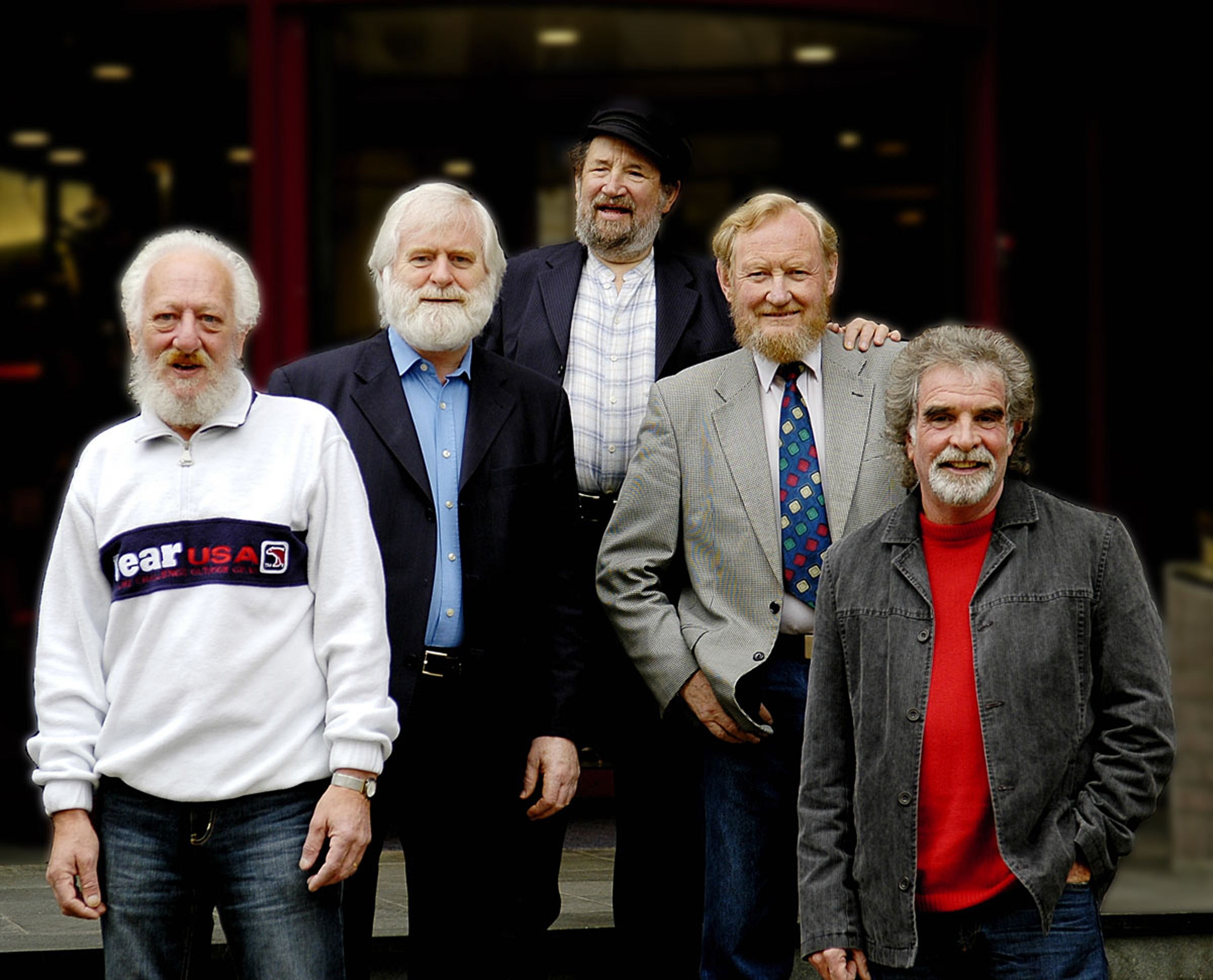
The Dubliners

Irish Folk ist eine Bezeichnung für die weltweit populäre irische Folkmusik. Im englischsprachigen Raum und insbesondere in Irland wird eher von Irish Traditional Music (irisch ceol traidisiúnta na hÉireann, deutsch: irische traditionelle Musik) gesprochen.

## Entwicklung
Die irische Folkmusik geht auf rhythmische Gesangsstücke zurück, die a cappella begleitet wurden, so genannte Puirt a beul (mouth music oder lilting) und Sean-nós-Gesang. In militärischen Zusammenhängen wurden außerdem Dudelsäcke und Trommeln eingesetzt.
Die Musik ist seit dem 17. Jahrhundert nachweisbar. Sie wird – zusammen mit der Folkmusik aus Schottland und der Bretagne – häufig auch als „keltische Musik“ bezeichnet. Ein tatsächlicher Zusammenhang mit der Kultur der Kelten (etwa 900 bis 50 v. Chr.) ist jedoch nicht nachweisbar.
Erst im 18. Jahrhundert kamen die Instrumente hinzu, die den Klang der irischen Folkmusik heute prägen. Das waren insbesondere die Fiddle (Geige), Tin Whistle (Metallflöte), Uilleann Pipes (ein Dudelsack), Akkordeon (in Irland wird das Knopfakkordeon, box genannt, bevorzugt), Holzquerflöte irisch: flute und die Bodhrán (Irische Rahmentrommel), aber auch das Klavier, Concertina, Banjo und die Mandoline bzw. Mandola. Seit den 1960er Jahren fanden auch die Gitarre und die irische Bouzouki Einzug in das Instrumentarium sowie die relativ wenig eingesetzte keltische Harfe. Die Assimilation neuer Instrumente stellt eine Entwicklung dar, die bis in die Gegenwart anhält. So werden im modernen und multikulturellen Irland viele denkbare Klangerzeugungsmöglichkeiten und musikalische Strömungen aufgegriffen. In zahlreichen Pubs, den typischen irischen Kneipen, wird regelmäßig musiziert (oft als offene Session). Beliebte Grundformen der Stücke sind der Reel, der Jig, der Slip Jig, die Hornpipe, die Slow Air, der Slide und die Polka.

## Gegenwart

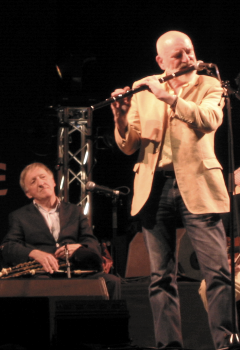
The Chieftains

In den letzten Jahren hat Irish Folk in Europa immer mehr Anhänger gefunden. Ein Zentrum dieses „Revivals“ war Doolin im irischen County Clare. Andere waren und sind Dublin, Galway und Dingle. Die Auswanderung zahlreicher Iren in Folge der Großen Kartoffelpest führte zur Entstehung bedeutender irischer Gemeinden unter anderem in den USA. International bekannte irische Bands wie die Chieftains oder die Dubliners finden dort ein großes Publikum. In Australien sorgten die zahlreichen irischen Einwanderer ebenfalls für eine schnelle Verbreitung und Popularisierung dieser Musik. Doch auch anglo-irische Bands wie die Pogues haben mit originellen Interpretationen irischer Musik weltweit Erfolge erzielt.
Gerade die Einflüsse aus den USA haben der irischen Folklore den Zugang zur weltweiten Popularität geöffnet. Verwiesen sei hier auf die erfolgreichen, bei Anhängern traditioneller irischer Folklore umstrittenen Irish-Dance-Tanzshows Riverdance und Lord of the Dance.
Im Bereich des Pop und Rock haben Anleihen bei der irischen Folkmusik und der Einsatz entsprechender Instrumente wie Uilleann Pipes und Low Whistle Tradition. Zu den Interpreten mit solchen Einflüssen gehören Kate Bush, Enya, The Hooters, The Corrs und Van Morrison. Im Bereich der härteren Rock hat sich der Celtic Punk oder Folk-Punk entwickelt, der Elemente des Irish Folk mit Hard- und Punkrock verbindet; bekannte Beispiele hierfür sind The Pogues, Flogging Molly, Dropkick Murphys und The Rumjacks.
Irish Rebel Music (Irische Rebellenmusik) ist ein Subgenre von Irish Folk, das häufig mit den gleichen Musikinstrumenten gespielt wird. Sie hat die Lyrik den irischen Nationalismus zum Gegenstand und nimmt seit den 1920er Jahren Partei für die Irish Republican Army und Sinn Féin. Die Musikform übernimmt überkommene Instrumentationen und mischt sie mit neuen Musikformen wie Hip-Hop und Popmusik. Die irische Rebellenmusik hat in der jüngeren Vergangenheit internationale Aufmerksamkeit gewonnen. Beispielsweise wurde A Nation Once Again der Musikband Wolfe Tones vom BBC World Service auf Platz eins im Jahre 2002 gewählt. Die Ballade The Men Behind the Wire, die die Band Barleycorn vortrug, war zu Beginn des Jahres 1972 insgesamt fünf Wochen lang die Nummer 1 in der Hitliste von Irland. Einzelne Musikstücke der Irish Rebel Music waren zeitweise im Radio verboten und führten zu Kontroversen. So wurde die Musik von Derek Warfield auf Flügen der Aer Lingus verbannt, als ein Politiker der Ulster Unionist Party, Roy Beggs Jr., dieses Liedgut mit den Ansprachen von Osama bin Laden verglich. Dennoch hat sie ihren Platz im Irish Folk gefunden.

## Festivals
Es gibt zahlreiche Irish-Folk-Festivals. Dazu zählen in Deutschland Irish Folk & Celtic Music im Rahmen der Festspiele Balver Höhle, Folk im Schlosshof in Bad Rappenau-Bonfeld, das Irish Folk Open Air Poyenberg bei Itzehoe, Folk! in die Nacht in Stendal, der Castellans Folks Sommer in Hörstel, Irish Folk Nights in Maulbronn-Zaisersweiher und Shamrock Castle in Bammersdorf. Bereits zum 18. Mal fand das Folkfest in Duisburg-Rheinhausen statt. Ein weiteres Festival findet alle zwei Jahre in der Burgruine Volmarstein statt. Weitere Folkfestivals decken ein größeres Spektrum einschließlich Irish Folk ab, etwa das Tønder Festival im dänischen Tønder.